# Funiculaire à contrepoids d'eau
 (novembre 2023).

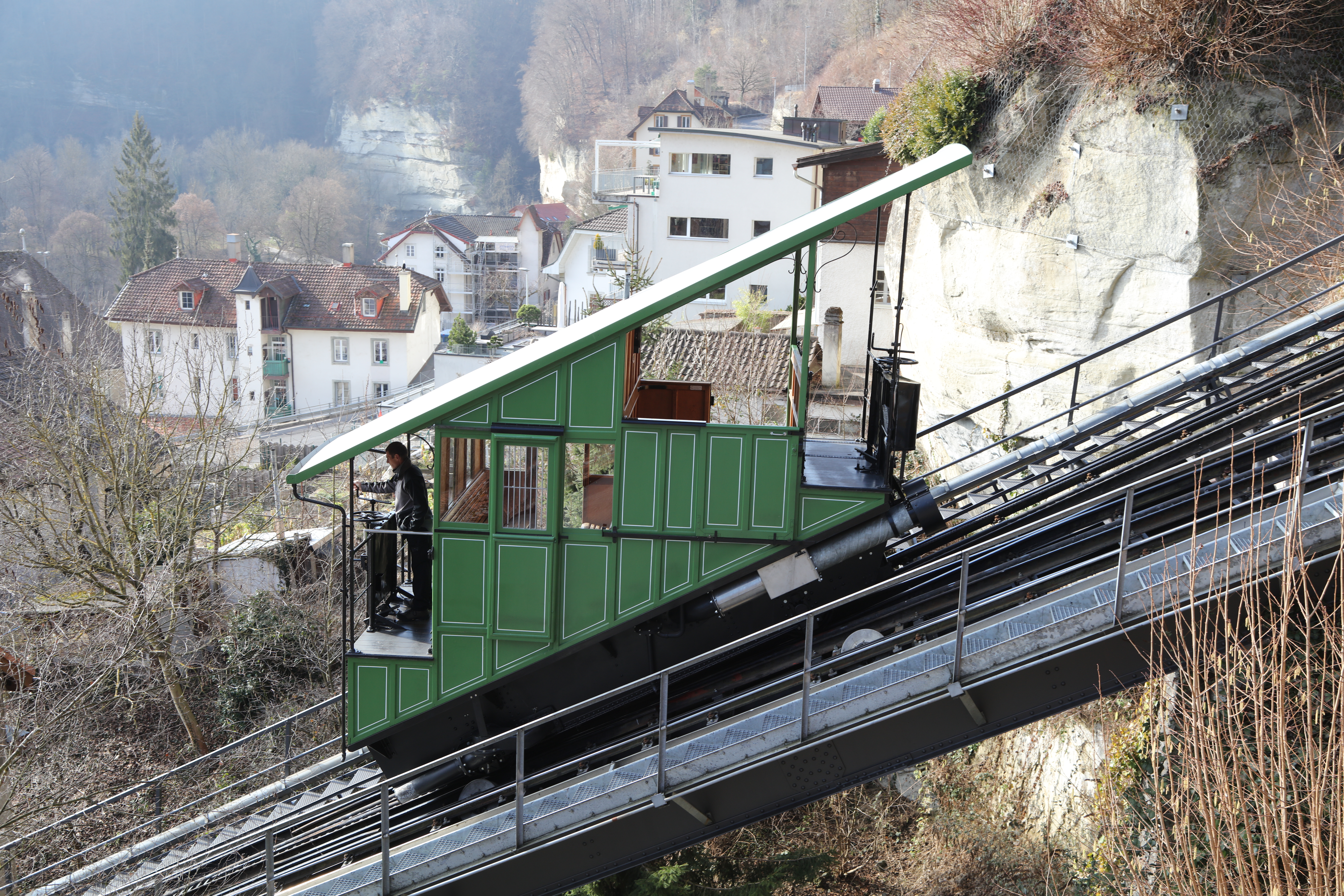
Le funiculaire de Fribourg seul funiculaire à eau encore en service en Suisse.

Un funiculaire à contrepoids d'eau est un funiculaire qui utilise l'énergie hydraulique grâce à un lest d'eau comme force motrice. Ce type de funiculaire a été relativement répandu à la fin du XIXe siècle, puis s'est raréfié, avec l'abandon ou la conversion de la plupart des lignes à la traction électrique.

## Histoire

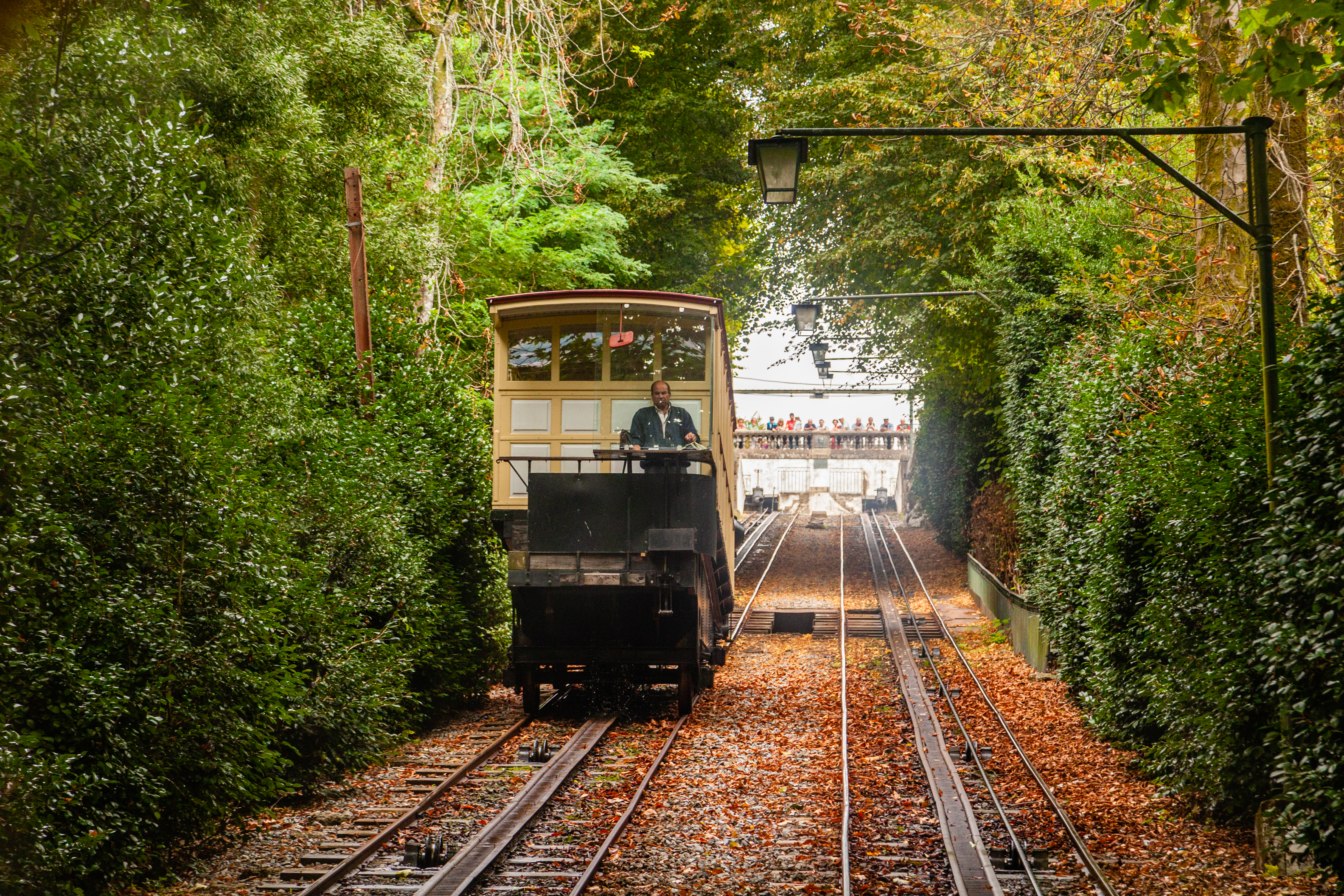
Funiculaire do Bom Jesus à Braga (Portugal), le plus vieux funiculaire à eau du monde toujours en service.

L'installation la plus ancienne ayant existé est probablement le Prospect Park Incline Railway (en) près des chutes du Niagara aux États-Unis, mis en service en 1845. Le système a ensuite été converti au fonctionnement électrique puis a été arrêté en 1908 après un accident.
Le funiculaire le plus ancien d'Europe ayant fonctionné à l'eau à l'origine est le Giessbachbahn (de), ouvert en 1879 et électrifié en 1948. Le funiculaire de Bom Jesus ouvert en 1882 à Braga au Portugal est le funiculaire le plus ancien au monde encore mu par l'eau.

## Conception et exploitation

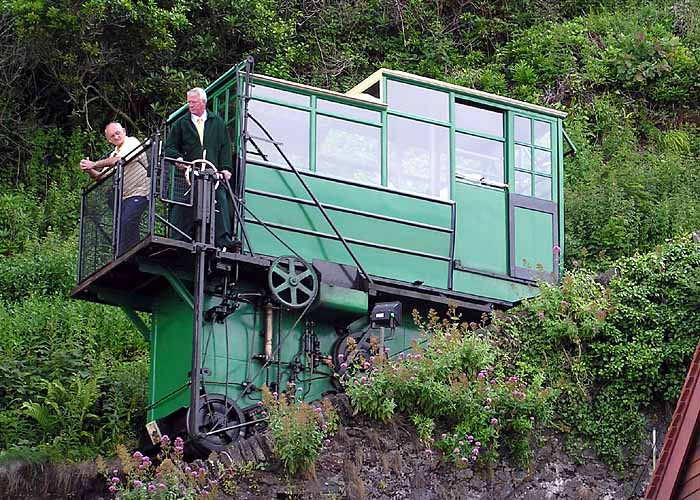
Voiture du Lynton and Lynmouth Cliff Railway.

Comme pour les autres funiculaires, les deux voitures du système sont reliées entre elles par un câble de traction qui passe sur une poulie dans la station supérieure (gare amont). Les voitures sont approximativement en équilibre, de sorte qu'une force supplémentaire suffit pour déséquilibrer le système et mettre en mouvement le funiculaire. Cela se fait en augmentant artificiellement la masse du wagon stationné dans la station amont par le remplissage d'un réservoir avec de l'eau.
Les deux voitures disposent donc d'un réservoir d'eau de lest. Entre deux trajets, le réservoir de la voiture à la station supérieure est rempli, tandis que le réservoir de la voiture à la station inférieure est vidangé. Le véhicule supérieur, plus lourd, qui descend la pente tire désormais le véhicule inférieur, plus léger, vers le haut de la pente. La quantité d'eau nécessaire dépend de la différence de poids entre les deux voitures, et en particulier de la différence du nombre de passagers (compensés par environ 80 litres d'eau par passager). Comme la longueur du câble et donc son poids entre la poulie et la voiture qui descend augmente pendant le trajet, et qu'en même temps le poids du câble tirant la voiture qui monte diminue, la vitesse doit être régulée pendant le trajet. Cela se fait grâce aux freins des véhicules, qui agissent généralement sur une crémaillère située dans la  voie et parfois, dans les systèmes plus longs, en vidant partiellement l'eau du wagon qui descend la pente.
L'eau nécessaire au fonctionnement du funiculaire, d'origine variée selon l'aménagement, est généralement stockée dans un réservoir situé à la gare amont. Lorsqu'il n'y a pas de ressource en eau disponible en amont, l'eau est re-pompée depuis la station avale jusqu'à la station amont.
Comme sur les autres funiculaires, le système de voies est soit à deux voies, ou à voie unique avec un évitement à mi-chemin.
Bien que le système soit économe en énergie (hors pompage si l'eau doit être remontée jusqu'à la station supérieure), le fonctionnement des funiculaires à eau présente des inconvénients. L'exploitation hivernale devient dangereuse lorsqu'il y a un risque de gel des réservoirs d'eau ou de la crémaillère de frein. La pause forcée nécessaire jusqu'au trajet suivant pour le remplissage et la vidange est aussi une contrainte. De plus, le poids et la charge par essieu des wagons augmente les besoins de maintenance de l'ensemble du système. Par conséquent, le nombre de lignes de funiculaires à contrepoids d'eau dont l'exploitation perdure est réduit. La plupart ont été convertis au fonctionnement électrique ou abandonnés.

## Liste de funiculaires à contrepoids d'eau

### Funiculaires en activité

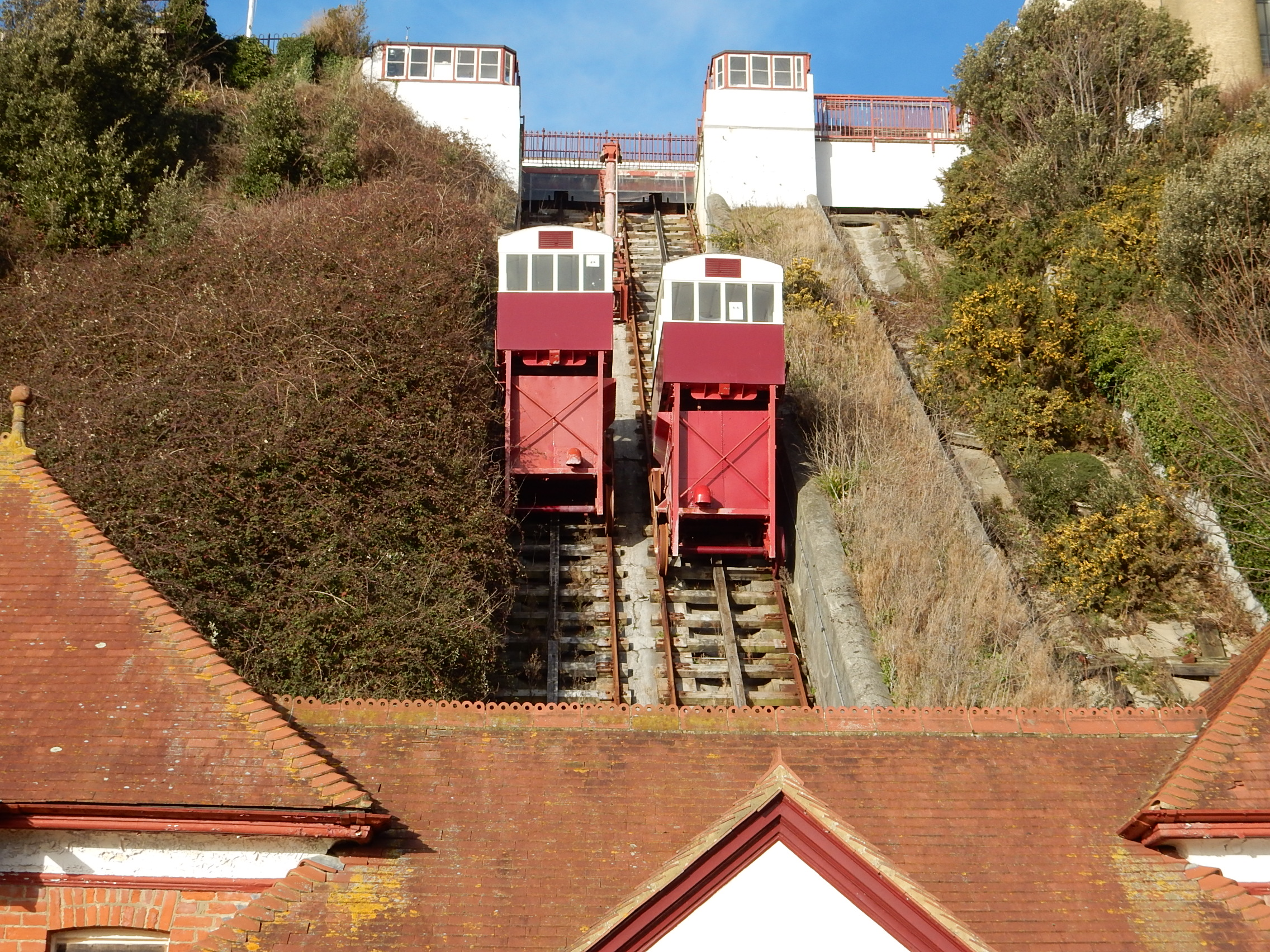
Leas Lift à Folkestone.

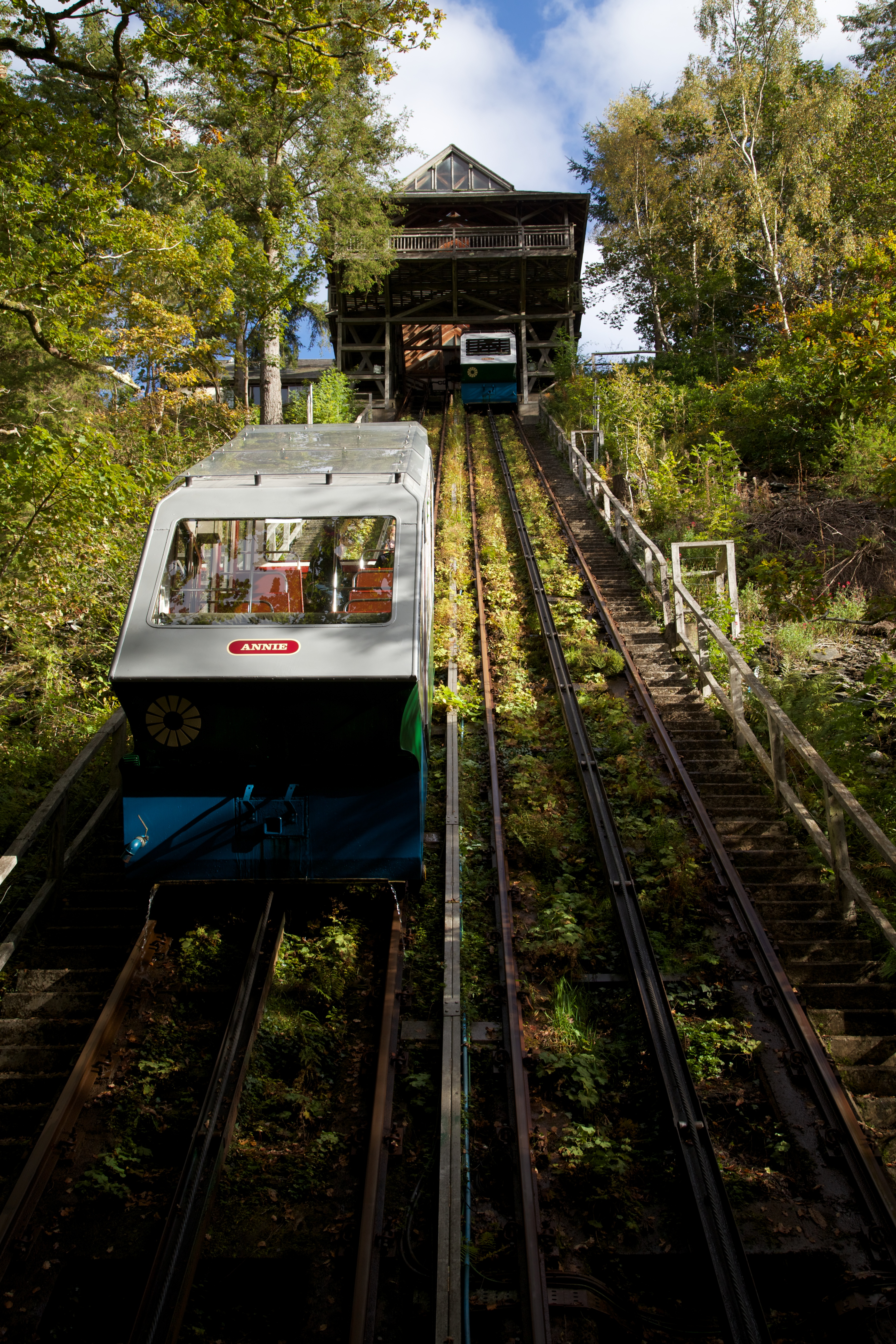
Funiculaire du Centre for Alternative Technology.

- Funiculaire de Bom Jesus, Braga, Portugal (en activité depuis 1882, le plus ancien du monde) ;
- Saltburn Cliff Lift (en), Saltburn-by-the-Sea, Yorkshire du Nord, Royaume-Uni (en activité depuis 1884) ;
- Leas Lift (en) à Folkestone, Royaume-Uni (en activité depuis 1885) ;
- Nerobergbahn Wiesbaden, Allemagne (en activité depuis 1888) ;
- Lynton and Lynmouth Cliff Railway, Royaume-Uni (en activité depuis 1890) ;
- Funiculaire de Fribourg, Suisse, (en service depuis 1899) ;
- Funiculaire du Centre for Alternative Technology (en), Machynlleth, Powys, Pays de Galles, Royaume-Uni (en service depuis 1992).

### Anciens funiculaires à contrepoids d'eau convertis à l'exploitation électrique
Cette liste n'est pas exhaustive, les funiculaires à eau ayant été nombreux à être électrifiés.

#### France
- Funiculaire de Thonon-les-Bains, ouvert en 1888, converti à l'électricité en 1951 ;
- Funiculaire de Montmartre, Paris ouvert en 1900, électrifié en 1935, puis converti en ascenseur incliné en 1991.

#### Suisse
- Giessbachbahn (de), Brienz (Berne), ouvert en 1879 et électrifié en 1948 ;
- Funiculaire Territet – Glion (ouvert en 1883, aménagé en 1975) ;
- Funiculaire Lugano-Ville – Lugano-Gare (ouvert en 1886, transformé en 1955) ;
- Funiculaire Bienne-Macolin (ouvert en 1887, transformé en 1923) ;
- Polybahn, Zurich (ouvert en 1889, converti en 1897) ;
- Funiculaire Écluse – Plan, Neuchâtel (ouvert en 1890, aménagé en 1907) ;
- Chemin de fer de montagne Lauterbrunnen-Mürren (ouvert en 1891, transformé en 1901, téléphérique de 2006) ;
- Funiculaire de Cossonay (ouvert en 1897, modernisé en 1982)[2].

#### Portugal
- Funiculaire de Glória, ouvert en 1885, électrifié en 1915.

#### Royaume-Uni
- Funiculaire d'Aberystwyth Créé en 1896, électrifié en 1921.

#### Italie
- Funiculaire de Mondovi (it), ouvert en 1886, converti à l'électricité en 1926 ;
- Funiculaire d'Orvieto (it), ouvert en 1888, refait à propulsion électrique en 1990 ;
- Funiculaire Sant'Anna, ouvert en 1891, électrifié en 1980.

#### Canada
- Funiculaire du Vieux-Québec, ouvert en 1879, converti à l'électricité en 1907 et transformé en ascenseur incliné mis en service en 1998.

#### Allemagne
- Turmbergbahn (de) à Karlsruhe, ouvert en 1888, converti en 1966 ;
- Heidelberger Bergbahn (de), ouvert en 1890, converti en 1907.

#### Autriche
- le Festungsbahn Salzburg (de), ouvert en 1892, électrifié en 1959.

#### République tchèque
- Funiculaire de Petřín, Prague (ouvert en 1891, converti en 1932).

### Funiculaires à contrepoids d'eau abandonnés
- Prospect Park Incline Railway (en) aux États-Unis, mis en service en 1845, converti au fonctionnement électrique puis arrêté en 1908 ;
- Funiculaire de Notre-Dame-de-la-Garde à Marseille en France : ouvert en 1892, fin d'exploitation en 1967 ;
- Funiculaire de La Bourboule de 1902 à 1958.

## Funiculaires à eaux usées
La ressource exploitée par certains aménagements est les eaux usées. C'est toujours le cas du funiculaire de Fribourg, qui est par ailleurs le seul funiculaire à eau toujours en service en Suisse.
L'ascenseur des Thermes, à Saint-Gervais-les-Bains, en France, ouvert en 2024, utilise également un lest d'eaux usées comme force motrice, mais il s'agit d'un ascenseur incliné et non strictement d'un funiculaire, n'ayant qu'une cabine équilibrée par un contre-poids.